# Regra dos cinco segundos

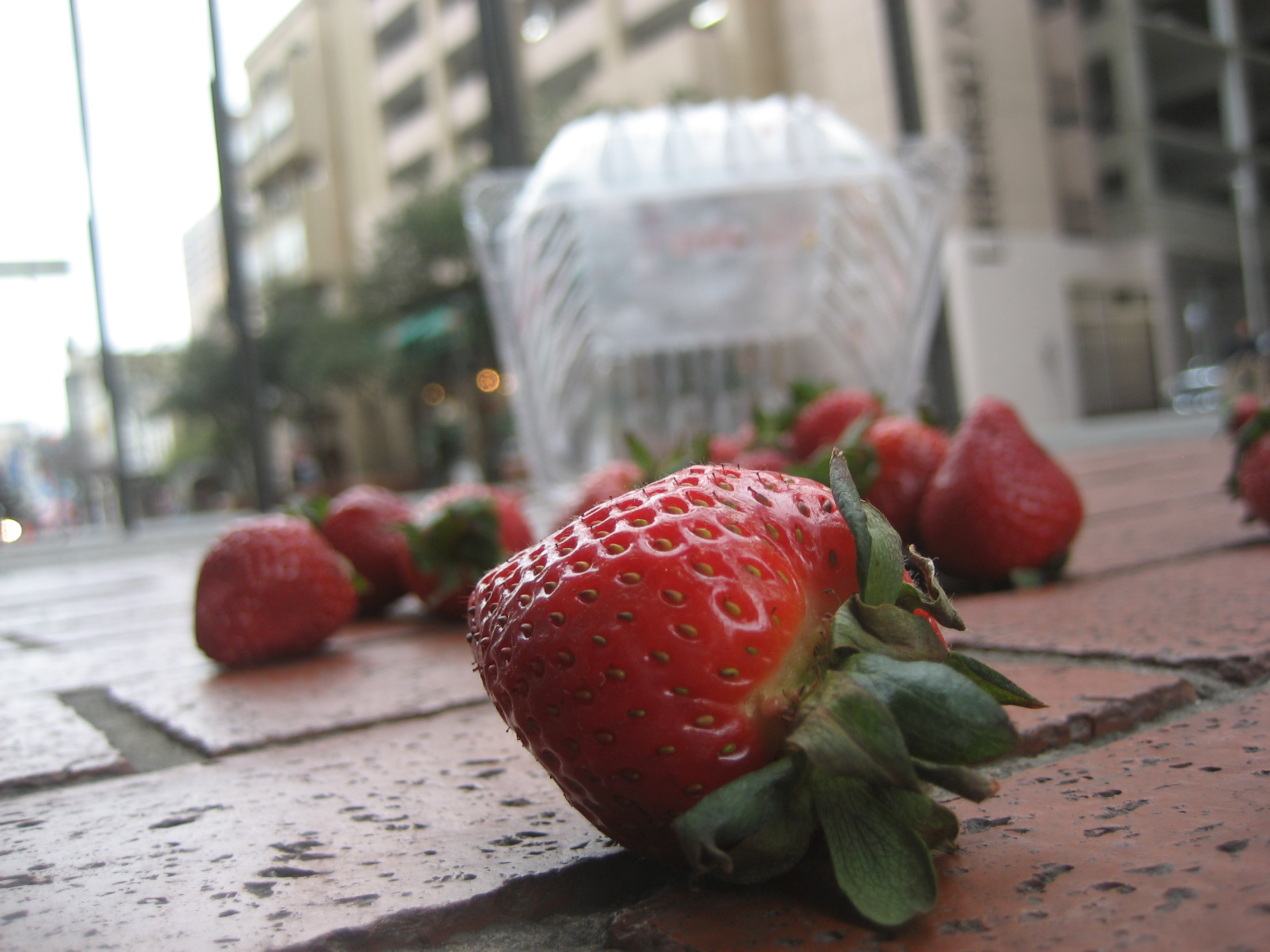
Morangos caídos no chão. A regra dos cinco segundo sugere que, se eles forem apanhados dentro de cinco segundos, é seguro comê-los.

A regra dos cinco segundos, também conhecida como regra dos três segundos, é um conceito da cultura ocidental de higiene alimentar, o qual postula que há uma margem de tempo em que é seguro pegar comida ou talheres após descarte ou queda. É comum a crença em tal concepção, de modo que se considera a ingestão de um pedaço de comida que caiu no chão inofensiva à saúde. Em ambientes públicos, como restaurantes, o consumo de alimentos contaminados graças ao fenômeno em questão comumente causa indignação. Entretanto, ações do tipo podem ser toleradas na presença exclusiva de amigos e/ou familiares. 
A origem da regra dos cinco segundos é incerta. Durante muito tempo, não houve consenso científico quanto à aplicabilidade geral da regra. Na atualidade, porém, já se sabe que se trata de uma noção equivocada, de modo que ocorre contaminação significativa do alimento após queda ou descarte, mesmo que recentes.

## Contaminação
Um estudo publicado na Applied and Environmental Microbiology por pesquisadores da Universidade Rutgers, comprova, assim como pesquisas prévias,  a inexistência de um tempo seguro para a permanência de comida no chão. Embora a dispersão de bactérias pelo alimento seja, de fato, proporcional ao tempo de exposição, a contaminação tem início imediato.
Outra descoberta efetuada por esses especialistas é a de que as características da comida e o tipo da superfície influem na quantidade de micróbios que passam a ocupar o alimento. Apesar da aparência do aço inoxidável sugerir que se trata da opção mais limpa, o carpete se mostrou mais seguro - quando comparado com aço, cerâmica e madeira - o que deve estar associado às diferenças na expressividade das áreas de contato disponibilizadas por tais superfícies.
A umidade da comida foi apontada pelos resultados do estudo como facilitadora do povoamento da comida pelos germes. Entre os alimentos empregados nos experimentos, a melancia foi a mais contaminada, enquanto uma bala de goma foi a menos ocupada por microrganismos.
É preciso pontuar que, no cotidiano, a regra dos cinco segundos pode parecer funcionar, frente à não ocorrência de mal estar naqueles que consomem alimentos sob as circunstâncias acima mencionadas. No entanto, isso se deve a alguns fatores alheios à procedência dessa regra, listados a seguir.
- Primeiramente, conforme antecipado, as especificidades do alimento e da superfície sobre a qual ele cai interferem no grau de contaminação da comida, o que, consequentemente, pode determinar se haverá danos irrisórios ou importantes frente a sua ingestão.[4]
- Além disso, há uma gradação na virulência de bactérias, de modo que os danos que podem ser causados por cada uma são bastante diferentes entre si, de maneira a existirem desde micróbios inofensivos até outros capazes de causar doenças letais. Assim, nem sempre os microrganismos transferidos para o alimento após a queda têm a potencialidade de provocar prejuízos à saúde dos consumidores.[5]
- Por fim, o estômago apresenta, entre outras funções, o papel de esterilizar o bolo alimentar, por meio do ácido clorídrico. Dessa maneira, contaminações razoáveis da comida podem ser revertidas graças ao suco gástrico. Assim, mesmo quando há a presença significativa de patógenos acarretada pela queda do alimento, o estômago pode evitar que esses seres nocivos sobrevivam até chegarem no intestino delgado.[6]

Com isso, para evitar, ao máximo, problemáticas bacterianas do cunho supracitado; convém não seguir a regra dos cinco segundos, já que, apesar de, corriqueiramente, a adesão a essa noção não gerar, com frequência, consequências graves, existem chances consideráveis de males serem causados por tal escolha.